# Teoría de las dos fuentes

Teoría de las dos fuentes.

La teoría de las dos fuentes (en inglés Two Sources Hypothesis o TSH y en alemán Zweiquellentheorie) es una teoría que busca dar una respuesta al llamado problema sinóptico o cuestión sinóptica que plantea por qué los evangelios sinópticos son tan semejantes entre sí y, al mismo tiempo, por qué son distintos.
La teoría de las dos fuentes fue elaborada a mediados del siglo XIX en su versión inicial por Christian Gottlob Wilke y Christian Hermann Weisse.

## Explicación de la teoría

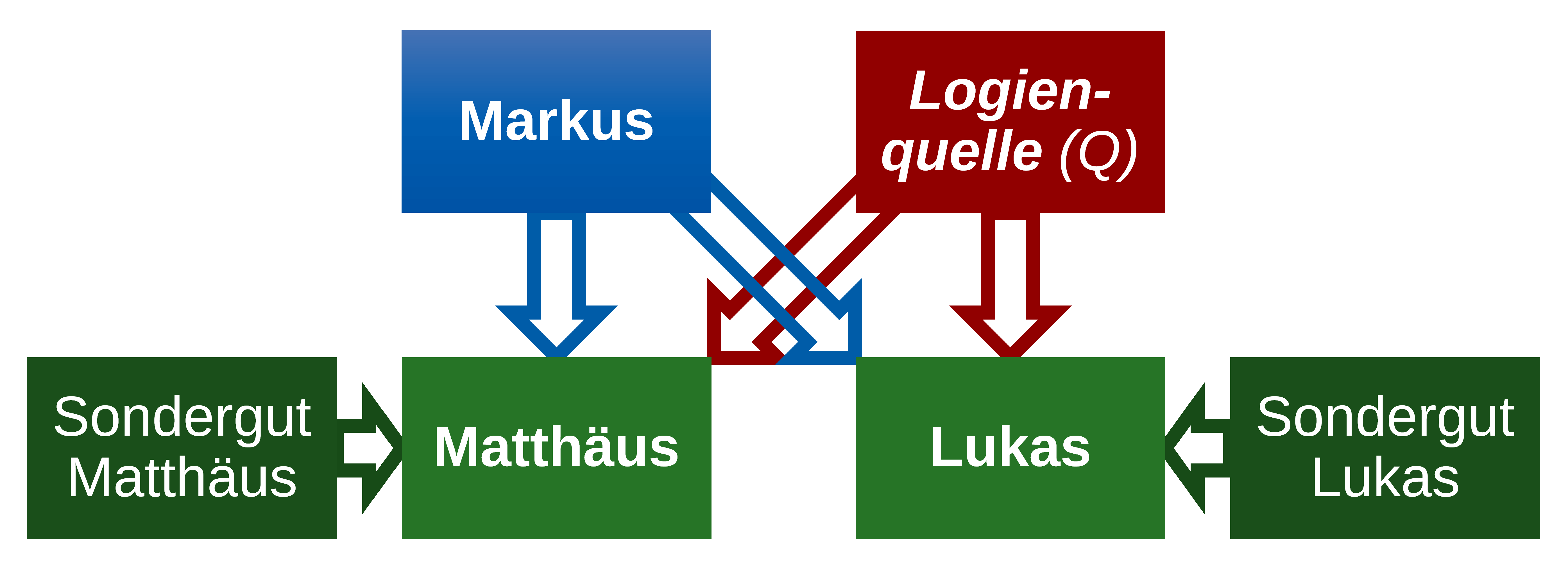
ilustración gráfica de la teoría de dos fuentes sobre las conexiones entre el origen de los Evangelios por Markus, Mateo, Lucas

La teoría de las dos fuentes afirma que el Evangelio de Marcos es el más antiguo. El Evangelio de Mateo y el Evangelio de Lucas habrían conocido el texto de Marcos y lo habrían utilizado como fuente principal de sus obras. Esto explicaría por qué los tres evangelios sinópticos son tan semejantes en su estructura e incluso en su lenguaje.
Para explicar los materiales en que coinciden Mateo y Lucas y que no se encuentran en Marcos, se postula una segunda fuente, conocida por estos dos evangelistas pero no por Marcos, que Mateo y Lucas habrían utilizado de forma independiente para completar la narración marcana. Esta fuente debería ser una colección de dichos de Jesús sin una conexión narrativa entre ellos. Johannes Weiss, en 1890, propuso denominar a esta fuente con la letra Q (de Quelle, que en alemán significa "fuente").
Por último, se afirma que tanto Mateo como Lucas disponían de otras fuentes personales (Sondergut) que no conocían los otros Evangelistas (denominadas "M" la de Mateo y "L" la de Lucas), que explicarían los materiales propios de cada uno.

## Argumentos contrarios
El principal argumento para no aceptar sin más esta teoría es el hecho de que la fuente "Q" no se conoce ni hay noticias explícitas de que haya existido. Por lo tanto es siempre una hipótesis. Los intentos de reconstrucción de la fuente "Q" a partir de los evangelios de Mateo y de Lucas, aunque puedan ser interesantes, no dejan de estar subordinados a la efectiva existencia de este documento.
Otro problema serio lo representa el hecho de que todos los autores en la antigüedad subrayaron la prioridad de Mateo sobre Marcos. Aunque hoy en día hay pocos estudiosos que sostienen la teoría tradicional (al menos si se considera que el Evangelio según san Mateo del que habla la tradición es el mismo que conocemos hoy en día en griego), no se pueden despreciar los testimonios que proceden ya del siglo II.
Por último, la teoría de las dos fuentes no da una respuesta satisfactoria a ciertos acuerdos menores, pasajes narrativos en los que Mateo y Lucas coinciden en contra de Marcos. Si la fuente "Q" es sólo una colección de dichos sin narrativa, y si Mateo y Lucas usaron Marcos de modo independiente (es decir sin conocer Mateo la obra de Lucas y viceversa), ¿cómo es posible que en algunos textos narrativos coincidan incluso literalmente?